# بيل بيفيريدغ
بيل بيفيريدغ هو لاعب هوكي جليد كندي، ولد في 1 يوليو 1909 في أوتاوا في كندا، وتوفي في 13 فبراير 1995.

## وصلات خارجية
- بيل بيفيريدغ على موقع دوري الهوكي الوطني (الإنجليزية)
- بيل بيفيريدغ على موقع EliteProspects.com (الإنجليزية)
- بيل بيفيريدغ على موقع HockeyDB.com (الإنجليزية)
- بيل بيفيريدغ على موقع Hockey-Reference.com (الإنجليزية)